# Marc Rosenberg (Drehbuchautor, 1950)
Marc Alan Rosenberg (* 1950) ist ein US-amerikanischer Drehbuchautor und Produzent mit australischen Wurzeln. Rosenberg pendelte lange Zeit zwischen Los Angeles und Sydney, nachdem er in den USA, Indien, Norwegen, China und Australien Drehbuch- und Filmproduktion unterrichtet hatte. Rosenberg hat zum Film International Magazine beigetragen und den Drehbuch-Leitfaden The Screenplay Tree: Story Structure Made Easy geschrieben.

## Leben
Marc Rosenberg wuchs in Houston, Texas, auf studierte an der University of Texas in Austin. Nach der Beendigung seines Studiums trampte er durch Europa und Asien und ließ sich für kurze Zeit in London nieder, wo er als Immobilienmakler arbeitete. Später lebte er ein Jahr im Kibbuz in Israel und zog dann nach Sydney, New South Wales, wo er an einer renommierten Australian Film, Television and Radio School (AFTRS) aufgenommen wurde. Dort studierte er gemeinsam mit Kommilitonen wie Jane Campion, Alex Proyas, PJ Hogan und Andrew Lesnie.

## Karriere
Nach seinem Abschluss bei der AFTRS wurde Rosenberg vom Regisseur Phillip Noyce eingeladen, an dem Drehbuch zu dem Film Heatwave mit Judy Davis mitzuarbeiten. Bei seinen eigenen Werken schrieb Rosenberg die Drehbücher für Spielfilme wie The Nesting, Incident at Raven’s Gate und December Boys. Nach diversen Nominierungen erhielt er 2007 für December Boys eine AWGIE für die beste Spielfilmadaption.
Rosenbergs zuletzt veröffentlichte Arbeit ist der Thriller Elevator (2011), den er nicht nur schrieb, sondern auch selbst produzierte. Es ist sein zweiter Film, der in den USA gedreht wurde.

## Filmografie
- 1982: In der Hitze des Zorns
- 1983: Gary’s Story
- 1985: Palace of Dreams (2 Folgen)
- 1988: Blue Fever (auch Produzent)
- 1989: Sehnsucht nach Australien
- 1991: Dingo (auch Produzent)
- 1995: In den Krallen der Leidenschaft (auch Produzent)
- 2007: December Boys
- 2011: Elevator (auch Produzent)